# Grenfell Tower
Der Grenfell Tower in London ist die Brandruine eines ehemaligen 24-geschossigen Wohnhochhauses im Stadtviertel North Kensington des Royal Borough of Kensington and Chelsea im Westen der Stadt. Sie steht unweit der U-Bahn-Station Latimer Road. In der Nacht vom 13. auf den 14. Juni 2017 brannte das 1974 fertiggestellte und 2015/16 modernisierte Sozialwohnungsobjekt weitgehend aus. Der Brand breitete sich über die neu wärmegedämmte vorgehängte hinterlüftete Fassade innerhalb weniger Minuten aus. 72 Menschen kamen dabei ums Leben.

## Baugeschichte

### Vorgeschichte
In der Nachkriegszeit kam es wie in vielen Teilen Europas auch in den Ballungsgebieten des Vereinigten Königreiches zu einem erhöhten Bedarf an günstigem Wohnraum. Zugleich gab es den Wunsch nach zeitgemäßer Ausstattung und einem moderneren Umfeld. Die vor den Weltkriegen des 20. Jahrhunderts erbauten Wohnviertel aus der Zeit der Industrialisierung wurden als defizitär angesehen und vielfach zu Slums. Besonders in den 1960er Jahren wollte sich die Politik an der Anzahl der pro Jahr errichteten neuen Wohneinheiten messen lassen. Überall auf den britischen Inseln entstanden bis in die 1970er Jahre neue moderne Wohngebiete, die zu 20 % auch Hochhäuser umfassten.
Einige der nach dem Leitbild der Moderne gestalteten Wohnanlagen ließen handwerklich, ästhetisch oder vor allem sozial zu wünschen übrig und gerieten bald als billig und problembehaftet in Verruf. Doch anstatt die Qualität zu steigern und die Anlagen damit für breite Schichten attraktiv zu halten, wurde verstärkt auf billige Sozialwohnungen gesetzt und als Kontrast dazu das Eigenheim in den Vorstädten zum Ideal erhoben.
Eine Gasexplosion ließ 1968 das gerade zwei Monate bezugsfertige, in Großtafelbauweise errichtete Hochhaus Ronan Point im Ost-Londoner Stadtbezirk Newham wie ein Kartenhaus teilweise zusammenstürzen. Vier der Bewohner starben. Der Ruf der modernen Wohnhochhäuser war ruiniert. Eine Untersuchungskommission, der u. a. Alfred Pugsley angehörte, deckte die vielfältigen Mängel auf, die zu dem Einsturz beigetragen hatten.

### Bau des Grenfell Towers

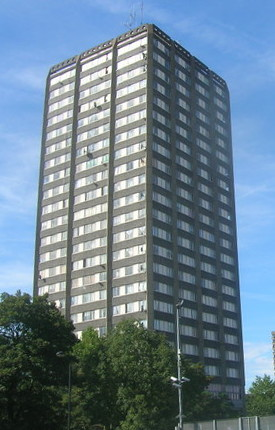
Der Grenfell Tower vor der Fassadensanierung

Im Zuge des Stadtteilsanierungsprojektes Lancaster Road West entstand die mit Mitteln der öffentlichen Hand finanzierte Großsiedlung Lancaster West Estate. Der Bau eines Hochhauses, des einzigen seines Architekten Nigel Whitbread, wurde 1970 genehmigt und A.E. Symes mit der Umsetzung beauftragt. Nach den Lehren aus Ronan Point entwarfen sie einen verbesserten Gebäudetypus aus Stahlbeton mit äußeren Betonstützen und einem Gebäudekern aus Ortbeton. Ab 1972 entstanden so in Phase 1 der geplanten Maßnahmen 120 Zwei- und Dreizimmerwohnungen, bei jeweils 6 Einheiten pro Stockwerk. Der Grenfell Tower getaufte Bau wurde 1974 fertiggestellt.

### Hauseigentümer und Hausverwaltung
Im Grenfell Tower lebten etwa 600 Menschen. Er war Eigentum der Kommunalverwaltung Kensington and Chelsea London Borough Council. Er wurde von der Kensington and Chelsea Tenant Management Organisation (KCTMO) verwaltet. Die KCTMO ist ein gemeinnütziges Unternehmen mit einem mehrheitlich mit Mietervertretern besetzten (acht Mietervertreter, vier Vertreter der Kommunalverwaltung, drei unabhängige Mitglieder) Verwaltungsrat bzw. „Board“. Die KCTMO betreute zum Zeitpunkt des Brandes 9.459 Immobilienobjekte in ihrem Einzugsbereich.

### Renovierung und Fassadensanierung

#### Architekten
Im Jahr 2012 wurde mit Hilfe der Architekten von Studio E ein Sanierungsplan für das Gebäude entwickelt, der auch eine Mieterbefragung beinhaltete. Den Wünschen der Mieter nach doppelverglasten Fenstern, einer Wärmedämmung der Fassade und Gasetagenheizungen in den Wohnungen wurde nachgekommen. Zudem wurden leerstehende untere Gebäudeteile neu zugeschnitten und teilweise als zusätzliche Wohnfläche umgewidmet. Eine Neugestaltung der Wege wurde ebenso durchgeführt.
Studio E erhielt von der Kommunalverwaltung den Planungsauftrag ohne Ausschreibung, als beide bereits am Neubau des direkt nördlich an den Grenfell Tower angrenzenden Freizeit- und Bildungszentrums zusammenarbeiteten. Darüber hinaus hatte sich die Firma einen guten Ruf erarbeitet und an anspruchsvollen Gebäuden gearbeitet. Studio E besaß aber noch keine Erfahrung im Umgang mit Wohnhäusern oder Hochhäusern und hätte nach eigener Einschätzung den Auftrag im Rahmen einer regulären Ausschreibung nicht erhalten. Die Kommunalverwaltung und die KCTMO wünschten, den benachbarten Neubau und die Fassadensanierung des Turms zwar organisatorisch getrennt, aber mit Blick auf Synergien möglichst parallel durchzuführen.
Nach Fertigstellung der Planungen für die Kommunalverwaltung wurde Studio E durch das Generalunternehmen Rydon als Auftragnehmer weiter beschäftigt. Allerdings wurde diese Geschäftsbeziehung erst im Februar 2016 formell besiegelt, als die Arbeiten an der Fassadenverkleidung bereits fortgeschritten waren.

#### Brandschutz
Die KCTMO beauftragte die Beratungsfirma Exova, den Entwurf für einen Brandschutzplan zu erstellen. Dieser Entwurf ging an die Architekten Studio E. Weder erhielt Exova danach von der KCTMO den Auftrag, diesen Plan fertigzustellen, noch war sie bei der Planung der Fassade involviert oder wurde vom Generalunternehmen Rydon weiter beschäftigt.

#### Bauunternehmen
Rydon Ltd. wurde im Jahr 2014 als Generalunternehmer mit der Umsetzung der Maßnahmen beauftragt. Die Arbeiten fanden von Februar 2015 bis Juni 2016 statt, die Kosten beliefen sich auf 10 Mio. britische Pfund, was im Juni 2016 etwa 13 Mio. Euro entsprach.
Die Fassadenarbeiten führte die Firma Harley Facades zu einem Preis von 2,6 Mio. Pfund (3,38 Mio. Euro im Juni 2016) durch.

### Materialien

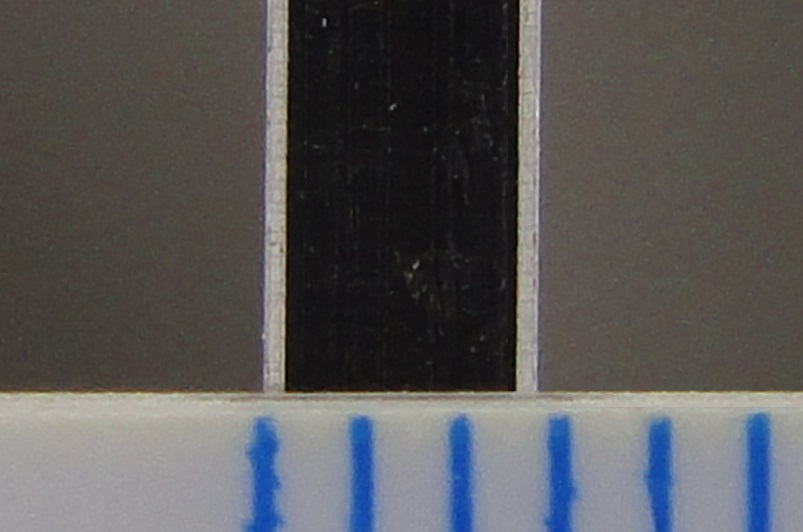
Flache Aluminium-Verbundplatte. Seitenansicht, 2,7 mm dick. – Maßstab in mm.

Die neue Fassade bestand aus folgenden Elementen – von innen nach außen:
- der ursprünglichen Betonfassade
- einer Wetterschutzmembran zwischen den neuen Fenstern und der ursprünglichen Fassade
- neuen Fenstern und Fensterrahmen
- Sandwichpaneelen zur Ausfachung zwischen bestimmten Fenstern
- kleinen, aus Sandwichpaneelen geformten Fenstereinsätzen, die wie Mauerkästen dem Wrasenabzug dienten
- direkt auf die ursprüngliche Fassade geklebter Wärmedämmung
- um jedes Fenster unter der Innenverkleidung angebrachte Wärmedämmung
- dem Hohlraum zur Hinterlüftung der vorgehängten Fassade (um Wasserdampf ablüften zu lassen)
- weiteren Hohlräumen, die aus verschiedenen Gründen entstanden
- der vorgehängten Fassade aus Aluminium-Polytheylen-Verbundplatten
- Fixierungen und Tragwerk dafür

Es wurden Fenster aus Hart-PVC eingesetzt, die Fugen mit elastischem EPDM wetterfest gemacht. Die neue Fensterebene (Mitte Isolierglasscheibe) lag außerhalb der bisherigen Betonfassade.
Flächen zwischen Fenstern wurden mit einfachen, mit einem dünnen Aluminiumblech versehenen Polystyrol-Dämmplatten (PS) des Typs Aluglaze der Firma Panel Systems ausgefacht. Sie sind in der europäischen Klasse zum Brandverhalten E eingestuft. Der Vertreter des Herstellers gab bei der Untersuchung an, nicht gewusst zu haben, dass die Platten für ein Hochhaus geliefert wurden. Aufgrund fehlender genauerer Angaben sei das Standardprodukt geliefert worden. Bei einem Hochhaus wäre ein Produkt der strengeren Klasse zum Brandverhalten B erforderlich gewesen.
Für die Wärmedämmung wurden 150 mm dicke, beidseitig mit Aluminiumfolie kaschierte Hartschaumplatten aus Polyisocyanuraten (PIR) des Typs Celotex RS5000 auf die ursprüngliche Betonfassade geklebt. PIR ist thermisch verhältnismäßig stabil, eine Zersetzung beginnt oberhalb 400 °C und es enthält Cyanursäure.
An einem kleinen Bereich der Fassade wurden ungeplant durch Harley Facades aufgrund kurzfristiger Lieferprobleme nicht die Celotex RS5000, sondern Kingspan K15-Platten angebracht, um eine Verzögerung der Montagearbeiten um wenige Tage zu verhindern. Diese Platten bestehen aus Phenolharzschaum (PF), der mit einer perforierten Folie kaschiert war. Sie erwiesen sich in Prüfungen als hochgradig entflammbar, wurden jedoch als geeignet zertifiziert und daher bedenkenlos verbaut.
Unterhalb der Fensterzeilen sah die Planung in jedem Stockwerk horizontale, gebäudeumlaufende Brandriegel vor, ebenso um die Fenster.
Dämmung und Brandriegel wurden mit einer vorgehängten hinterlüfteten (25–50 mm) Fassade aus 3 mm dicken Aluminium-Polyethylen-Verbundplatten vom Typ Reynobond PE55 von Arconic (zuvor Alcoa) mehrfarbig verkleidet.
Der Hersteller beschreibt die Reynobond-Verbundplatten als „aus zwei einbrennlackierten Aluminiumblechen“ bestehend, „die beidseitig im Schmelzfixierverfahren auf einen Polyethylenkern aufgebracht werden.“ Polyethylen hat einen Schmelzpunkt von 130 bis 145 °C. Die günstig herstellbare Platte ist in der Schichtung vergleichbar mit Dibond-Platten und erreicht ebenso die Brandschutzklasse B2 „normal entflammbar“. Von der Platte gibt es zwei weitere Versionen mit anderen Kernmaterialien, die nach EN-13501 höhere Brandschutzklassen B-s1, d0 („schwer entflammbar“) und A2-s1, d0 („nicht brennbar“) erreichen.
Die Aluminium-Polytheylen-Verbundplatten wurden, je nach Montageort, sowohl flach vernietet als auch als Kassetten auf der Unterkonstruktion befestigt. Kassetten sind Verbundplatten mit zur Seite umgeschlagenen Rändern, die jeder einzelnen Platte eine flache Kastenform geben. Die Befestigung am Tragwerk erfolgt dabei verdeckt an den umgeschlagenen Rändern. Dort sammelte sich allerdings brennend abtropfender Kunststoff, anstatt nach unten abzufließen.

### Grenfell Action Group: Warnungen vor Sicherheitsmängeln
Anwohner der Lancaster West Estate organisierten sich 2010 in der Grenfell Action Group und wandten sich seit 2012, als sie in die Planung der Sanierung des Grenfell Towers eingebunden wurden, regelmäßig an die gemeinnützige Hausverwaltung, um auf Missstände aufmerksam zu machen. 2013 veröffentlichten sie Teile eines im Vorjahr erstellten Gutachtens, das signifikante Verstöße gegen Brandschutzvorgaben publik machte. So waren Teile der Brandbekämpfungsausrüstung seit drei Jahren nicht gewartet worden. Ihre Bemühungen dokumentierten sie in einem Blog. So schrieben sie im November 2016:

“It is a truly terrifying thought but the Grenfell Action Group firmly believe that only a catastrophic event will expose the ineptitude and incompetence of our landlord, the KCTMO, and bring an end to the dangerous living conditions and neglect of health and safety legislation that they inflict upon their tenants and leaseholders. We believe that the KCTMO are an evil, unprincipled, mini-mafia who have no business to be charged with the responsibility of looking after the every day management of large scale social housing estates and that their sordid collusion with the RBKC Council is a recipe for a future major disaster.”

„Es ist ein wahrlich erschreckender Gedanke, aber die Grenfell Action Group ist der entschiedenen Ansicht, dass nur ein katastrophales Ereignis das Unvermögen und die Inkompetenz unseres Vermieters, der KCTMO [Kensington and Chelsea Tenant Management Organisation], entlarven und den gefährlichen Lebensumständen und Missachtung der Gesundheits- und Sicherheitsvorschriften ein Ende setzen wird, die dieser seinen Mietern und Pächtern zumutet. Wir glauben, dass die KCTMO eine bösartige prinzipienlose Mini-Mafia ist, die ihre Aufgabe nicht in der Verantwortung des Tagesgeschäfts in der Leitung großer sozialer Wohnsiedlungen sieht, und dass ihre niederträchtige Abmachungen mit dem RBKC [Royal Borough of Kensington and Chelsea] Council ein Rezept für ein zukünftiges großes Desaster ist.“

### Stay-put-Regel und baulicher Brandschutz
Die Stay-put-Regel besagt, dass nicht direkt vom Brand betroffene Bewohner in ihren Wohnungen bleiben sollen, bis sie von der Feuerwehr andere Anweisungen erhalten.
Die Brandbekämpfung in Hochhäusern basiert auf der Grundannahme, dass ein normaler Wohnungsbrand von der Feuerwehr im Innenangriff beherrscht werden kann. Die Baugesetzgebung im Vereinigten Königreich legte das Hauptaugenmerk beim baulichen Brandschutz in Wohnhochhäusern auf die Abschottung der Stockwerke und Wohneinheiten untereinander. Ein Brand sollte sich nicht, oder allenfalls nach einer längeren Zeitspanne, auf weitere Wohnungen ausbreiten können. Menschenrettung sollte daher nicht im größeren Umfang erforderlich werden, weil die Bewohner zum Verbleib in ihren einstweilig sicheren Wohnungen aufgefordert werden, so sie nicht von Feuer, Hitze oder Rauch direkt betroffen sind.
Eine Brandausbreitung entlang der ursprünglichen, unbrennbaren Betonfassade des Grenfell Tower wäre allenfalls aufgrund des Coandă-Effekts erwartbar gewesen. Auch die neu aufgeklebten aluminiumkaschierten PIR-Dämmplatten waren für sich genommen schwer entflammbar. Vorgehängte Aluminium-Polyethylen-Verbundplatten, wie sie als äußere Wetterschutzschicht am Grenfell Tower verbaut wurden, sind aber als normal entflammbar eingestuft. Sie bergen in der Gesamtbetrachtung der möglichen Wechselwirkungen aller Fassadenelemente ein erhebliches Gefahrenpotenzial.
Bei einem tödlichen Großbrand im Londoner Wohnhochhaus Lakanal House im Jahr 2009 sorgten Hochdrucklaminat-Verbundplatten (HPL-Schichtstoff) für die Brandausbreitung über mehrere eigentlich gegeneinander abgeschottete Stockwerke hinweg. Die Lehren daraus hatten sich in der Fachwelt verbreitet, fanden jedoch keinen Niederschlag in der Baugesetzgebung und deren Durchsetzung. Ungeachtet des Risikos wurden über Jahre hinweg weiterhin Wohngebäude aus Kostengründen mit leicht entflammbaren Fassadenverkleidungen neu errichtet oder saniert und genügten dabei allen Vorschriften.
Entsprechendes galt beim Grenfell Tower, für den die Stay-put-Regel als Verhaltensvorgabe bestehen blieb. Im Zuge der Renovierungs- und kleineren Umbauarbeiten wurden als Wohnungseingangstüren feuerhemmende T30-Türen verbaut, die Feuer 30 Minuten lang widerstehen. Nach wie vor gab es keine Sprinkleranlage.
Die Brandschutzingenieurin Dr. Lane schrieb 2018 in ihrem Bericht für die richterliche Untersuchung der Katastrophe, dass die Stay-put-Regel gescheitert sei, als sich das Feuer eine halbe Stunde nach Brandausbruch durch eine Fensteröffnung auf die neue Fassadenverkleidung ausgedehnt habe. Die strikte Abschottung der Stockwerke untereinander als zentrales Element des vorbeugenden Brandschutzes sei damit ausgehebelt gewesen. Dieser Sachverhalt sei der Feuerwehr nicht bewusst gewesen. Sowohl die Notrufzentrale wie auch die zuerst eintreffenden Einsatzkräfte gingen zu lange von einem Routineeinsatz mit einem wirksamen Brandschutz aus. Den Bewohnern sei daher zu spät geraten worden, das Hochhaus zu verlassen.

### Flucht- und Rettungswege
Im Gebäude gab es ein einziges Treppenhaus. Es musste im Brandfall sowohl als Fluchtweg für die Bewohner wie als Rettungs-, Angriffs- und Versorgungsweg für die Feuerwehr dienen. Den Vorschriften im Vereinigten Königreich gemäß war es nicht als Sicherheitstreppenraum ausgelegt, weil entsprechend der Stay-put-Regel die Nutzung des Treppenraums als Fluchtweg im Brandfall nicht vorgesehen war. Die Londoner Feuerwehr hatte nach dem tödlichen Großbrand im Lakanal House dem Betreiber des Grenfell Tower auferlegt, die Brandsicherheit auch im Treppenhaus zu verbessern.
Der allgemein nutzbare Aufzug besaß eine Feuerwehrschaltung, die sich aber nicht aktivieren ließ. Es gab kein hausinternes Alarm- oder Lautsprechersystem, mit dem die Feuerwehr die Bewohner hätte informieren oder zum Verlassen des Hauses auffordern können.
Seit der Sanierung war eine Entrauchungsanlage installiert, die auf jeweils einer Etage die Luft aus den Korridoren vor den Wohnungen, außerhalb des Gebäudekerns mit dem Treppenhaus und den Aufzügen, absaugen konnte. Damit wären bei einem Wohnungsbrand sowohl die übrigen Wohnungen als auch das Treppenhaus möglichst rauchfrei gehalten worden. Diese Anlage war aber nicht für ein Feuer auf mehreren Stockwerken ausgelegt. Sie war überdies acht Tage vor dem Brand als defekt gemeldet worden. Reparaturen und regelmäßige Wartung hatten aufgrund ungeklärter Kostenübernahme nicht stattgefunden. Wenn die Entrauchungsanlage am Tag des Brandes wie vorgesehen funktioniert hätte, hätte sie bei unsachgemäßer Bedienung Rauch aus den brennenden Wohnungen in die Korridore ziehen und so zur weiteren Verrauchung der Fluchtwege beitragen können.
Wiederholt wurde von der Grenfell Action Group darauf hingewiesen, dass Flucht- und Rettungswege nicht freigehalten würden. Als Beispiele gaben sie mehrfach parkende Autos in Feuerwehrzufahrten an und wiesen auch auf Sperrmüll hin, der im Eingangsbereich des Hauses von der Hausverwaltung stillschweigend geduldet wurde. Dies geschah nicht nur unter dem Aspekt der unnötigen Brandlasten, sondern auch mit Verweis darauf, dass das Gebäude nur einen Ein- und Ausgang aufweist.

## Großbrand vom 14. Juni 2017

### Hergang
Am 14. Juni 2017 brach in dem Gebäude ein Feuer aus. Ein defekter Kühlschrank in Wohnung 16 im 4. Stock setzte die Küche in Brand. Um 0:54 Uhr Ortszeit wurde die London Fire Brigade alarmiert; sechs Minuten später trafen erste Feuerwehreinheiten am Grenfell Tower ein. Sie konnten laut BBC-Recherchen den vom Kühlschrank ausgehenden Wohnungsbrand löschen. Das Feuer hatte jedoch bereits durch die Fensteröffnung auf die Fassadenverkleidung übergegriffen und entwickelte sich zum Großbrand.
Die Fassadenverkleidung brannte oberhalb des Brandherdes auf der östlichen Gebäudeseite in der ersten halben Stunde zunächst senkrecht bis zur Dachkante empor. Im Laufe der folgenden drei Stunden breitete sich das Feuer V-förmig horizontal über alle vier Fassaden des Gebäudes aus. Die Fenster waren in die neue Fassade eingeklebt, die Verbindungsstellen hielten dem Feuer nicht stand. Außerdem standen aufgrund der Sommerhitze viele Fenster und Türen offen. Flammen und Rauch drangen so gleichzeitig an vielen Stellen in die Wohnungen ein. Zur Bekämpfung des Brandes waren schließlich über 200 Feuerwehrleute mit 40 Löschfahrzeugen sowie 100 Sanitäter im Einsatz. Die Feuerwehr konnte 65 Personen aus dem Haus retten.
Im Gebäudeinneren brannte das Feuer an vielen Stellen mehr als 24 Stunden lang. Zerstörte Gasleitungen erschwerten die Löscharbeiten. Am 15. Juni um 1:14 Uhr Ortszeit, also nach etwas mehr als 24 Stunden Dauer, war der Brand laut Feuerwehr unter Kontrolle. Feuerwehr und Polizei begannen daraufhin eine erste Suche nach Vermissten über alle Stockwerke, die wegen möglicher Einsturzgefahr und noch aufflammenden Brandnestern vorübergehend unterbrochen wurde.
Nach vorläufiger Schätzung der Polizei vom 20. Juni starben 79 Menschen; mindestens 79 Verletzte wurden in Krankenhäusern behandelt. Eine zunächst befürchtete Einsturzgefahr des Gebäudes wurde von einem Experten an Ort und Stelle ausgeschlossen. Die Feuerwehr schätzte, dass die Bergung der Opfer mehrere Wochen dauern könne. In den Morgenstunden nach dem Brand war die Situation um den Tower herum vollkommen chaotisch. Die Überlebenden waren auf sich gestellt oder auf die Mithilfe ihrer eigenen Gemeinde und Freiwilligen aus ganz London, die aufgrund des Feuers herbeigeeilt waren, angewiesen. Es blieb lange unklar, wer überlebt hatte und wer nicht.

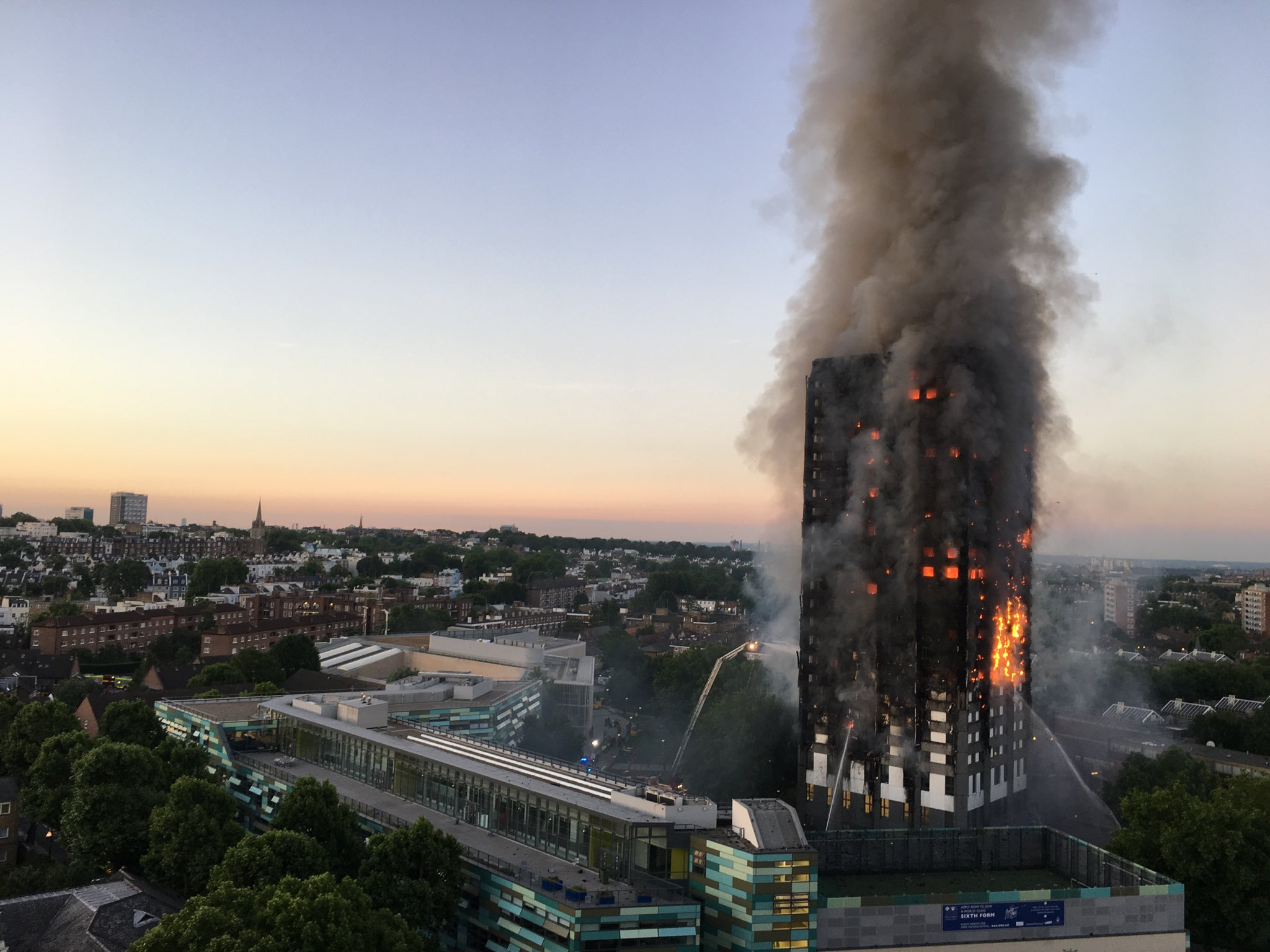
Grenfell Tower (14. Juni 2017, 4:43 Uhr, Blick von Nordnordwesten)
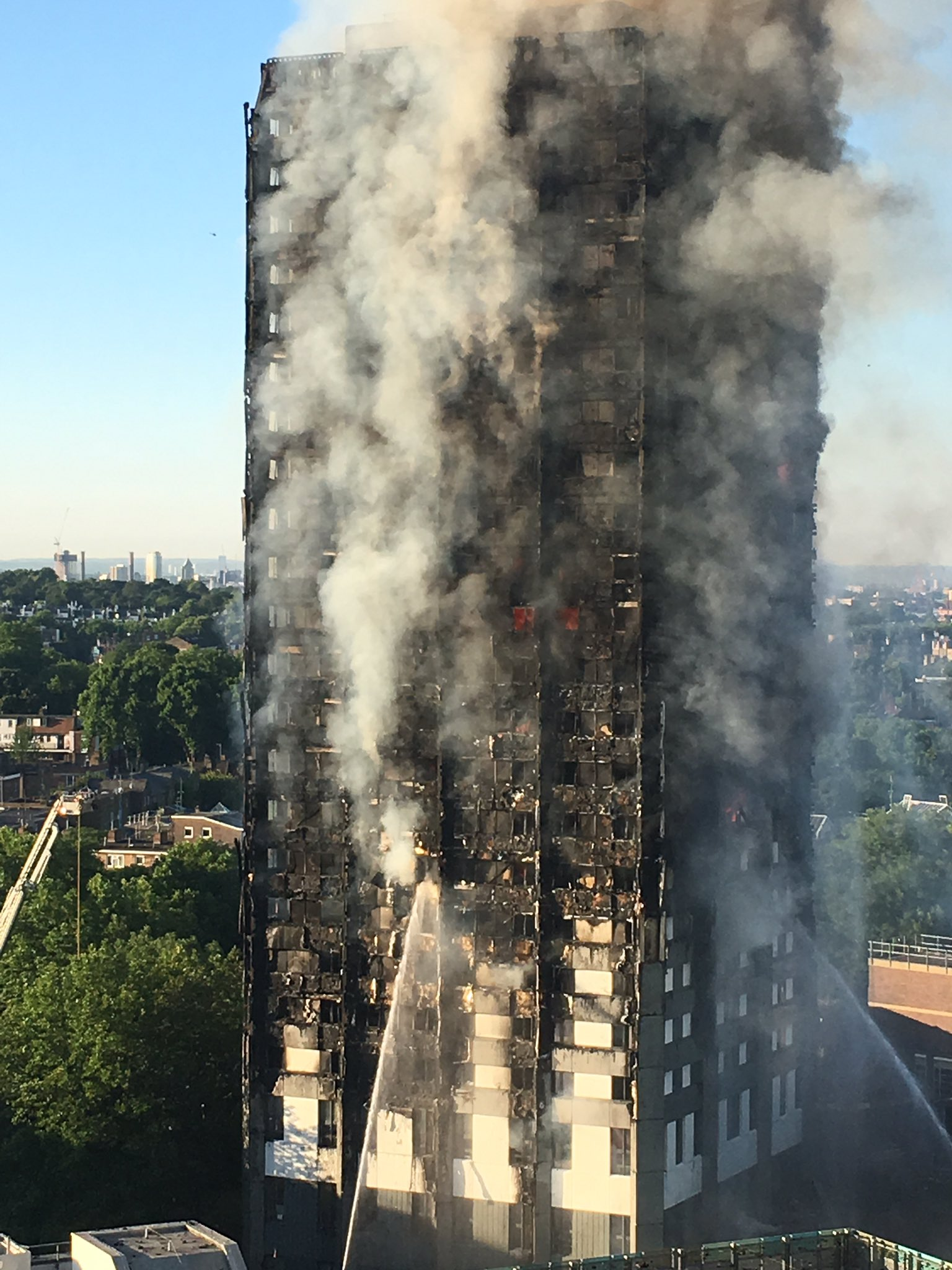
Grenfell Tower (14. Juni 2017, gegen 6:00 Uhr)
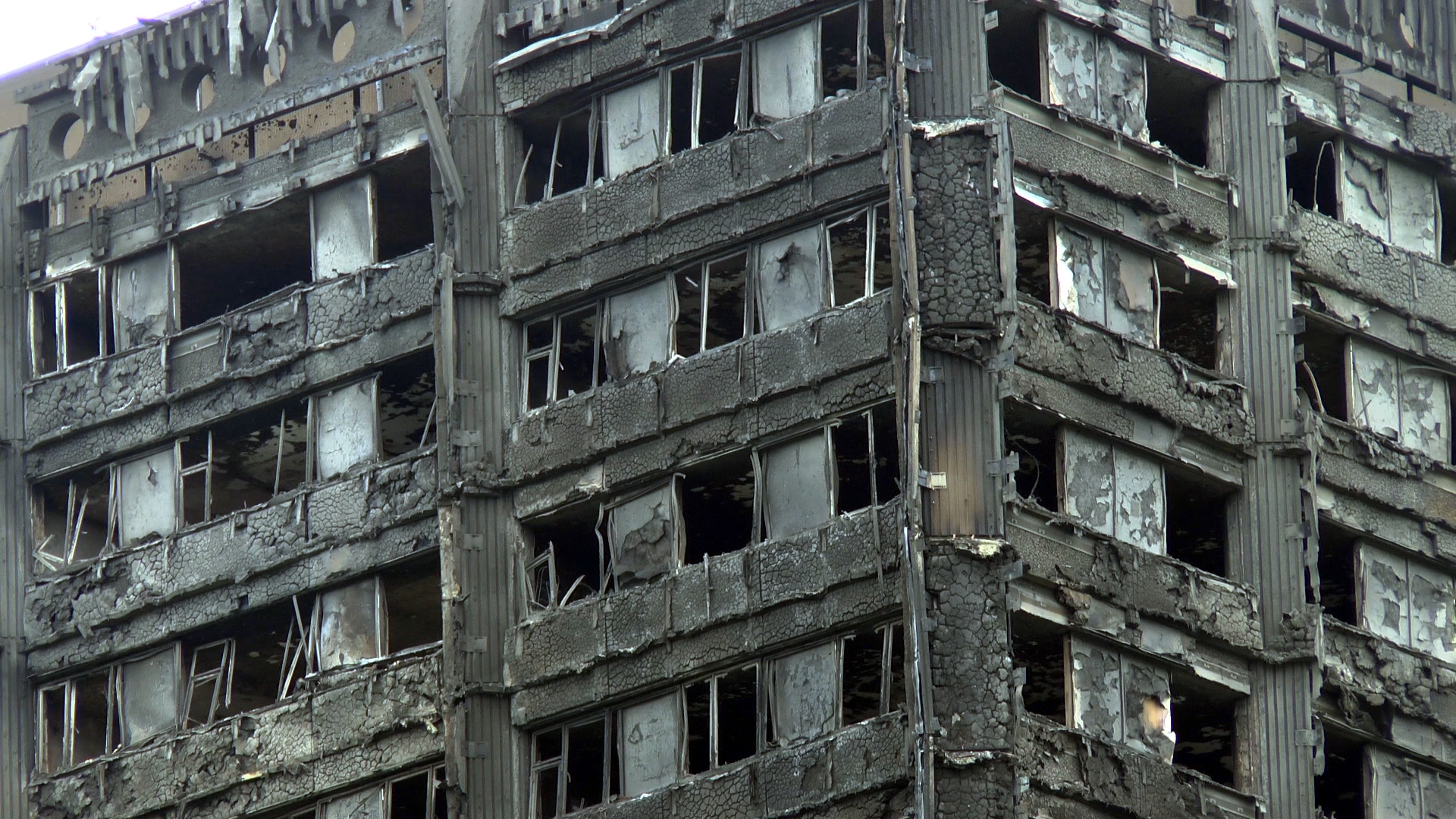
Grenfell Tower, oberste Stockwerke (16. Juni 2017)

### Einsatzverlauf
Die durch die Premierministerin eingesetzte Untersuchungskommission „Grenfell Tower Inquiry“ veröffentlichte einen Bericht der Brandschutzexpertin Dr. Lane verbunden mit Anhörungsprotokollen von Beschäftigten der London Fire Brigade (LFB), aus denen sich die nachfolgend ausgeführte Zeitleiste ableiten lässt.
Um 00:55 Uhr am Morgen des 14. Juni 2017 ging in der LFB-Leitstelle der erste Notruf ein. Es handelte sich um eine Reserve-Leitstelle im Stadtteil Stratford. Dass die Räumlichkeiten der eigentlichen Leitstelle in Merton in jener Nacht nicht zur Verfügung standen, sollte sich als Problem erweisen: In Stratford stand kein Monitor zur Verfügung, auf dem die Leitstellenbesatzung im Einsatzverlauf die Bilder der Nachrichtenagenturen oder eines Hubschraubers hätte betrachten können.
Der Anrufer meldete einen brennenden Kühlschrank in seiner Wohnung Nummer 16 im 4. Stockwerk des Grenfell Tower.
Der Einsatz wurde eröffnet, wobei die Einsatzleitsoftware Vision 4DS nicht auf Anhieb erkannte, dass es sich bei dem Objekt um ein Hochhaus handelte. Entsprechend wurden zunächst drei Löschfahrzeuge wie für einen gewöhnlichen Wohnungsbrand alarmiert. Ein Leitstellenmitarbeiter korrigierte dies in den folgenden Minuten von Hand, so dass nun die für ein Hochhaus vordefinierte Anzahl von vier Löschfahrzeugen ausrückte. Der Gruppenführer (Watch Manager) auf dem ersten Löschfahrzeug, G271 von der Wache North Kensington, wurde per Funk über den erhöhten Kräfteeinsatz in Kenntnis gesetzt.
Um 00:57 Uhr übermittelte die Firma Tunstall Response, bei der die Brandmeldeanlage des Grenfell Tower aufgeschaltet war, eine Alarmauslösung an die Leitstelle.
Um 00:59 Uhr trafen die beiden Löschfahrzeuge der Wache North Kensington ein. Der Gruppenführer übernahm die Einsatzleitung. Er ließ die Wasserversorgung von einem Hydranten zum Löschfahrzeug G271 und von dort zur trockenen Steigleitung des Hochhauses aufbauen. Feuerwehrangehörige betraten das Gebäude, richteten ein Depot im 2. Obergeschoss ein und erkundeten die Lage.
Gegen 01:06 Uhr trat das Feuer aus dem Küchenfenster aus und griff außen auf die Fassade über. Zur gleichen Zeit war die Wasserversorgung fertig aufgebaut, so dass der erste Atemschutztrupp zur Brandbekämpfung im Innenangriff vorgehen konnte. Er brach um 01:07 Uhr die Tür zur Brandwohnung auf und begann mithilfe einer Wärmebildkamera die Suche nach dem Brandherd.
Um 01:13 Uhr ließ der Einsatzleiter per Rückmeldung Make Pumps 6, Aerials x1 vorsichtshalber Verstärkung nachfordern. Im Feuerwehrwesen des Vereinigten Königreichs definiert die Anzahl der eingesetzten Pumps, d. h. Löschfahrzeuge, das Ausmaß eines Einsatzes. Führungsfunktionen und Einsatzleitfahrzeuge werden durch die Leitstelle jeweils anhand dieser Anzahl und des Einsatztyps hinzugefügt. Verschiedene Sonderfahrzeuge, wie in diesem Fall Aerials, also Hubrettungsfahrzeuge, können ausdrücklich angefordert werden. Die Einsatzleitung hätte nach dieser Alarmstufenerhöhung an einen besser qualifizierten Zugführer (Station Manager) übergeben sollen, was sich jedoch verzögerte.
Um 01:14 Uhr leitete der erste Angriffstrupp die Brandbekämpfung in der Küche ein.
Um 01:15 nahmen zwei Feuerwehrleute von außen ein Rohr vor, um per Riegelstellung die aus dem Küchenfenster schlagenden Flammen zu kontrollieren. Ein Löscherfolg ließ sich aus verschiedenen Gründen nicht erzielen. Die beiden Feuerwehrleute gingen daraufhin als vierter Atemschutztrupp ins Gebäudeinnere.
Um 01:16 Uhr erstreckte sich der Fassadenbrand auf der Ostseite oberhalb des Küchenfensters bis zum 6. Stockwerk. Der Einsatzleiter ließ über Funk mitteilen: „Wohnblock, 20 Geschosse, 25 mal 25 Meter Grundfläche, Fünfraumwohnung im 4. Stock zu 7 Prozent in Flammen, Hochhaus-Vorgehensweise implementiert, […] Angriffmodus Oscar“. Dies blieb bis 02:42 Uhr die einzige Lagemeldung aus dem sich nun rapide zuspitzenden Einsatzgeschehen an die Leitstelle, deren Besatzung sich wegen des technisch unzureichenden Bildschirms in Stratford auch nicht auf anderem Weg selbst ein Bild vom Ausmaß machen konnte.
Die „Hochhaus-Vorgehensweise“ besagt, dass sich die Feuerwehrangehörigen auf einem sicheren Depotgeschoss unterhalb des Brandes sammeln und von dort aus zur Brandbekämpfung vorgehen. Ein Innenangriff bei Hochhausbränden ist personalintensiv und eine logistische Herausforderung, weil er unter Atemschutz und Atemschutzüberwachung erfolgen muss, langwieriges Treppensteigen erfordern kann, und alle Ausrüstung auf dem Depotgeschoss bereitgelegt und ständig ergänzt werden muss. Das offensive Vorgehen im Innenangriff wird bei der Londoner Feuerwehr als „Modus Oscar“ bezeichnet. Das Löschwasser für den Innenangriff wurde im 4. Stockwerk aus der Steigleitung entnommen.
01:19 Uhr: Make Pumps 8. Der Einsatzleiter ließ nun laufend die Alarmstufe erhöhen, um mehr Personal und Atemschutzgeräte, aber auch Werkzeuge wie Türöffnungssets zum Durchsuchen von Wohnungen, heranzuführen.
01:21 Uhr: Der erste Angriffstrupp, unterstützt von einem zweiten, meldete den Küchenbrand als gelöscht. Ein dritter Trupp war zur Erkundung im 5. und 6. Stockwerk aktiv. Der vierte Angriffstrupp wurde vorgeschickt, um einen Brand in Wohnung 26, direkt über der Ursprungswohnung, zu löschen. Eine Bewohnerin des 22. Stockwerks rief bei der Notrufzentrale an und meldete Brandgeruch. Sie war die erste seit dem ursprünglichen Notruf, die aus dem Gebäudeinneren anrief. Ihr wurde geraten, in der Wohnung zu bleiben.
01:23 Uhr: Zu diesem Zeitpunkt hatte der bauliche Brandschutz versagt und war die Stay-put-Regel gescheitert. Brandrauch hatte sich im Gebäude ausgebreitet. Einzelne Bewohner bis hinauf zum 10. Stockwerk hatten aus eigener Initiative ihre verqualmten Wohnungen verlassen. Sämtliche Bewohner hätten zum sofortigen Verlassen des Hauses aufgefordert werden müssen. Dem nach eigener Aussage überforderten Einsatzleiter fehlten jedoch wichtige Informationen und der Gesamtüberblick über die Lage, um einen solchen Strategiewechsel zu veranlassen.
01:24 Uhr: Make Pumps 10
01:28 Uhr: Make Pumps 15, Make Aerials x2, Personen eingeschlossen.
01:29 Uhr: Make Pumps 20, Make FRUs x2. Die Fire Rescue Units (FRU) sind Rüst- und Gerätewagen, die u. a. mit Langzeitatemschutzgeräten und Material zur Rettung aus Höhen und Tiefen beladen sind. Ihre Besatzungen sind für besondere Aufgaben ausgebildet. Der Einsatzleiter hatte feststellen müssen, dass ihm die Lage entglitten war, und hoffte, die Höhenretter von außen zum Löschen einsetzen zu können.[sic]
Eine Welle von Notrufen der betroffenen Bewohner hatte eingesetzt, das Feuer sich entlang der Ostfassade vertikal zum Dach vorgefressen. Viele Bewohner ersuchten um Rat, wie sie sich in Sicherheit bringen oder vor dem Rauch schützen könnten. Anrufe, die in Stratford aufgrund ihrer schieren Menge nicht angenommen werden konnten, liefen bald in weiteren Notrufzentralen auf.
01:31 Uhr: Make Pumps 25. Ungefähr zu diesem Zeitpunkt hatte sich die Drehleiter A213 von der Wache Paddington als erstes Hubrettungsfahrzeug bis zur Ostseite des Grenfell Tower vorgearbeitet. Einmal in Stellung gebracht, reichte der Wasserdruck jedoch nicht aus, um nennenswerten Erfolg bei der Bekämpfung des ausgedehnten Fassadenbrandes zu erzielen. Wegen der brennend herabfallenden Fassadenteile musste sich die Drehleiter schließlich zurückziehen und wurde durch einen tragbaren Monitor ersetzt, der bis zum 10. Stock wirkte und erfolgreich diesen Bereich der Fassade schützte.
01:36 Uhr: Zusätzlich zu Stratford nahm nun North West Fire Control, zuständig für die Grafschaften Cumbria, Lancashire, Greater Manchester und Cheshire, gemäß vertraglicher Vereinbarung Notrufe entgegen. British Telecom stellte unaufgefordert Anrufe zu den Notrufzentralen der an London angrenzenden Grafschaften Essex und Kent durch, sowie zur Polizei in London und Surrey.
Gegen 01:40 Uhr traf ein Zugführer (Station Manager) ein, übernahm aber nicht die Einsatzleitung, sondern einvernehmlich den Einsatzabschnitt Menschenrettung und den Abgleich der Notrufe mit der Leitstelle. Ab 01:43 Uhr war der Einsatzleitwagen CU8 in Betrieb und führte alle Meldungen über eingeschlossene Personen zusammen. Erst gegen 01:50 Uhr wurde der Einsatzleiter zunächst durch einen weiteren Zugführer (Station Manager), bald darauf durch einen Verbandsführer (Group Manager) abgelöst.
02:04 Uhr: Make Pumps 40. Zu dieser Zeit ging der bereits 14. Atemschutztrupp im Inneren vor.
Um 02:06 Uhr wurde die Großschadenslage ausgerufen. In Räumlichkeiten der Leitstelle Stratford richtete sich der Führungsstab ein.
02:11 Uhr: Der Direktionsdienst (Deputy Assistant Commissioner) E6 übernahm die Einsatzleitung.
02:12 Uhr: Make FRUs x6, gefolgt von 02:16 Uhr: Make FRUs x10 und 02:32 Uhr: Make Aerials x4.
Um 02:42 Uhr ging in der Leitstelle die zweite Lagemeldung von der Einsatzstelle ein: „Vollbrand auf allen Stockwerken, 58 Erwachsene und 16 Kinder betroffen.“
Um 02:47 Uhr entschieden der Einsatzleiter und die (bis dahin über das wahre Ausmaß im Unklaren gelassene) Leitstelle anhand dieses Lagebilds, die Stay-put-Regel aufzugeben. Alle Anrufenden wurden fortan aufgefordert, nicht mehr in den Wohnungen auf Rettung zu warten, sondern sich selbst in Sicherheit zu bringen. Von den 107 zu diesem Zeitpunkt im Gebäude eingeschlossenen Bewohnern konnten es nur noch 36 verlassen.
Um 02:50 Uhr traf die Leiterin der Wehr (Commissioner for Fire and Emergency Planning) Dany Cotton ein. Mit einigem Aufwand wurde ein Baustatiker ausfindig gemacht und dringlich zur Einsatzstelle befördert, um die Stabilität des Hochhauses zu bewerten.
Um 04:28 Uhr wurden 20 Löschfahrzeuge aus der ganzen Stadt zur Ablösung der erschöpften Kräfte alarmiert.
Ab ungefähr 05:30 Uhr verebbten die Notrufe aus dem Gebäude selbst, nur noch Angehörige und sonstige Personen riefen an. Um 08:05 Uhr wurde die letzte Person lebend aus dem Gebäude gerettet.

### Entwicklung der Opferzahlen
Insgesamt forderte der Brand nach offiziellen Angaben 72 Menschenleben. Da zuvor die Personenanzahl im Gebäude zur Brandzeit nicht bekannt war, stützten sich die Veröffentlichungen der Polizei zur Zahl der Todesopfer auf die Zahl der aufgefundenen Toten und der in den Krankenhäusern verstorbenen Menschen, später auch auf die Zahl der bekannten Vermissten. Zusammen mit anfänglichen Verzögerungen der Sucharbeiten wegen des andauernden Brandes und Sicherheitsrisiken im ausgebrannten Gebäude führte dies zunächst zu relativ niedrigen veröffentlichten Opferzahlen. In der Bevölkerung kamen Spekulationen auf, dass wesentlich höhere „wahre“ Zahlen absichtlich zurückgehalten würden.
Ein Web-Artikel der BBC News schilderte zusätzliche Probleme dabei, eine genaue Vermissten- beziehungsweise Opferzahl zu nennen: Zwar wurde das gesamte Gebäude schon durchsucht, aber eine Zahl an Opfern ist bis zur Unkenntlichkeit verbrannt. Dazu sind einige Datenquellen wie die Mieterliste, die Informationen des Casualty Bureau und das Wählerregister zwar relativ robust, jedoch erfassen diese je nach dem keine Kinder, Ausländer, Besucher oder Fälle von illegaler Untervermietung. (Im Vereinigten Königreich existiert keine zu Deutschland vergleichbare Pflicht, den Wohnsitzwechsel zu melden.) Ebenso wurden Videoaufzeichnungen und die eingegangenen Feuernotrufe ausgewertet, die überlebenden Bewohner wurden danach gefragt, welche anderen Bewohner sie kannten, und wer sich zum Zeitpunkt des Brandes im Gebäude aufhielt. Letztlich fragte die Londoner Polizei auch Kindertagesstätten, Sozialarbeiter, Botschaften und sogar Fastfood-Lieferanten nach nützlichen Informationen über die Anzahl und Identität von Bewohnern.
Folgende Zahlen wurden im Laufe der Zeit von der Polizei bekanntgegeben:
| Datum              | Zahl                                          | Bedeutung |
| ------------------ | --------------------------------------------- | --- |
| 14. Juni 2017      | mindestens 6                                  | Bestätigte Zahl von Toten; „diese Zahl wird wahrscheinlich noch ansteigen“. |
| 14. Juni 2017      | mindestens 12                                 | Bestätigte Zahl von Toten, „wir glauben dass diese Zahl weiter steigen wird“. |
| 15. Juni 2017      | mindestens 17                                 | Bestätigte Zahl von Toten, „wird voraussichtlich in den folgenden Tagen weiter ansteigen“. |
| 16. Juni 2017      | mindestens 30                                 | Bestätigte Zahl von Toten, kann weiter ansteigen. |
| 17. Juni 2017      | mindestens 58                                 | Die Pressemeldung der Polizei ließ Spielraum für Interpretationen; sie wurde wahlweise als Zahl der vermissten und wahrscheinlich gestorbenen Menschen verstanden, oder als eine Gesamtschätzung einschließlich der bereits bestätigten 30 Todesfälle. Nach Zusatzinformationen der BBC wurde zu diesem Zeitpunkt mit bis zu 70 Toten gerechnet.                                                                                        |
| 19. Juni 2017      | 79                                            | Geschätzte Gesamtzahl der Todesfälle; man erwarte keinen großen Anstieg mehr. Manche Medien meldeten es als „bis zu 79“ oder „mindestens 79“. |
| 28. Juni 2017      | mindestens 80                                 | Die Opferzahl basiert auf der Zahl der gefundenen Leichen und einer geschätzten Bewohnerzahl der 23 Wohnungen, von denen keine Überlebenden bekannt sind. Hinzu kommen bestätigte Vermisste; denn in 106 anderen Wohnungen gab es mindestens einen Überlebenden, der über vermisste Mitbewohner Auskunft geben konnte. |
| 5. Juli 2017       | mindestens 80 / bislang 87 Überreste gefunden | 21 Todesopfer wurden formell identifiziert. Von 23 der 129 Wohnungen sind nach wie vor keine überlebenden Bewohner bekannt. Da die Zuordnung der Funde noch im Gange ist, kann aus den 87 Überresten nicht mit Gewissheit auf 87 Opfer geschlossen werden. Nach Polizeiangaben wurden auch Anthropologen zugezogen, damit bei der Durchsuchung der rund 15,5 Tonnen Schutt pro Stockwerk keine menschlichen Überreste übersehen werden. |
| 19. Juli 2017      | mindestens 80                                 | Bislang wurden 39 Tote formell identifiziert. Die Sucharbeiten werden voraussichtlich erst nächstes Jahr abgeschlossen sein. Die Behörden werden von Experten, welche nach den Terroranschlägen vom 11. September menschliche Überreste identifizierten, unterstützt. |
| 19. September 2017 | möglicherweise unter 80                       | Zu diesem Zeitpunkt wurden 60 der geschätzten 80 Todesopfer formell identifiziert. |

Am 19. Juni erklärte ein Vertreter der Londoner Polizei New Scotland Yard, wegen der Intensität der Flammen sei es sehr wahrscheinlich, dass einige Opfer nie identifiziert werden können. Laut einer weiteren Erklärung von Ende Juni könnten die Identifizierungsarbeiten bis zum Jahresende oder darüber hinaus andauern.

## Folgen des Großbrands
Schnell wurde Kritik gegenüber den Behörden laut, dass die Warnungen der Grenfell Action Group ignoriert worden seien.

### Unmittelbare Reaktionen
Das Unglück hatte sich fünf Tage nach einer Wahl zum britischen Unterhaus ereignet. Premierministerin Theresa May war seit der Wahl großer Kritik ausgesetzt. Der Abgeordnete John McDonnell der konkurrierenden Labour Party rief am Tag nach dem Großbrand zu Massenprotesten gegen die angeschlagene Premierministerin auf; innerhalb von zwei Wochen wollte er in London eine Million Demonstranten mobilisieren. Das Ziel waren Neuwahlen, bei denen sich Labour einen Sieg ausrechnete.
Ein signifikanter Teil der Hilfe und Betreuung in North Kensington nach dem Desaster kam aus der eigenen Gemeinde, was wiederum große Kritik entgegen den staatlichen und lokalen Behörden aufkommen ließ.
In den nachfolgenden Tagen kam es zu Protesten gegen die Regierung, insbesondere gegen May, da sie erst verspätet Kontakt zu den Opfern gesucht habe, während diese bereits zuvor von Oppositionsführer Jeremy Corbyn, Londons Bürgermeister Sadiq Khan, Prinz William und Königin Elizabeth II. besucht worden waren. Am Freitag, den 16. Juni, drangen Demonstranten in das Bezirksrathaus von Kensington ein. Polizei und Rettungskräfte verhinderten das Vordringen in die oberen Stockwerke. Danach verlagerten sich die Proteste an den Brandort. Demonstranten zeigten Banner und Plakate mit Parolen wie „Gerechtigkeit für Grenfell! Wir fordern die Wahrheit“, „Werft die Tories raus!“ und „Trotzt der Tory-Herrschaft“. Am frühen Abend zogen Demonstranten mit Rufen wie „May muss gehen!“ und „Keine Gerechtigkeit, kein Frieden“ im Zentrum von London durch Whitehall in Richtung Downing Street und dann weiter zum Broadcasting House in der Oxford Street. Zuvor hatte May am Vormittag Opfer in einem örtlichen Krankenhaus besucht und war am späten Nachmittag mit Opfern und Verwandten in einer Kirche in der Nachbarschaft des ausgebrannten Hochhauses zusammengetroffen. May sagte beim Besuch fünf Millionen Pfund (5,7 Millionen Euro) an Hilfen für die Opfer zu. Ferner versicherte sie den Bewohnern vom Grenfell Tower, in der Nähe ihres bisherigen Wohnorts neue Wohnungen zu bekommen. Auch die Bezirksverwaltung von Kensington und Chelsea sagte am Abend, dass obdachlos gewordene Bewohner innerhalb des Stadtteils umgesiedelt würden. Bei Mays Besuch kam es zu Protesten, so dass sie von der Polizei vor wütenden Demonstranten in Sicherheit gebracht wurde.
Am 17. Juni bei Trooping the Colour, der alljährlichen Militärparade zu Ehren des Geburtstages der Königin, gab es eine Schweigeminute.
Londons Bürgermeister Sadiq Khan brachte den Abriss veralteter Hochhäuser ins Gespräch. Dies könne bei Hochhäusern aus den 1960er und -70er Jahren aus Sicherheitsgründen nötig werden, schrieb Khan in einem Beitrag für die Sonntagszeitung The Observer. In der Wiederaufbauphase nach dem Krieg seien viele Hochhäuser entstanden, die heutigen Standards nicht mehr entsprächen.
Nach Aussage der britischen Behörde Department for Communities and Local Government entspricht eine Verkleidung aus Aluminium-Polyethylen-Verbundplatten nicht der Building Regulations Guidance. Dieses Material sollte nicht bei über 18 Meter hohen Gebäuden verwendet werden. Schatzkanzler Philip Hammond erklärte aufgrund dieser Angaben, dass dieses Material im Vereinigten Königreich verboten sei und dass nun untersucht werde, ob im Fall des Grenfell Tower gegen Bauvorschriften verstoßen worden sei.
Am 21. Juni 2017 veröffentlichte der britische Musikproduzent Simon Cowell eine Version des von Simon & Garfunkel stammenden Liedes Bridge over Troubled Water. An der Neuaufnahme, die unter dem Namen Artists for Grenfell erschien, waren über 50 Künstler beteiligt. Die Erlöse sollen über die Hilfsorganisation The London Community Foundation den Opfern der Brandkatastrophe zugutekommen. Cowell selbst hat nach eigenen Angaben bereits 100.000 Pfund für diesen Zweck gespendet.

### Auswirkungen auf Gebäude in England
Anderthalb Wochen nach der Grenfell-Brandkatastrophe wurden die Bewohner von fünf anderen Hochhäusern im Norden Londons wegen Brandgefahr evakuiert und in Notunterkünften und Hotels untergebracht. Die Feuerwehr hatte dort erhebliche Sicherheitsmängel festgestellt: unter anderem brennbare Fassaden, Fehler bei der Isolierung von Gasleitungen und das Fehlen von Brandschutztüren. In den fünf Hochhäusern der Großwohnsiedlung Chalcots Estate im Stadtviertel Swiss Cottage in Camden waren rund 800 Haushalte bzw. 4000 Bewohner des Burnham-, Bray-, Blashford-, Taplow- und Dorney Tower betroffen. In den folgenden Wochen sollte die Fassadenverkleidung der Häuser entfernt werden. Der Grund seien „dringende Arbeiten zur Brandsicherheit“, teilten die Behörden am 23. Juni 2017 mit. Die Entscheidung sei nach einer Inspektion der Feuerwehr getroffen worden. Die Feuerwehrleute sagten demnach, sie könnten die Sicherheit der Bewohner nicht garantieren. Eines der fünf Gebäude, der Blashford Tower, wurde nachträglich jedoch als sicher eingestuft, es war von 2006 bis 2009 von demselben Unternehmen saniert worden wie der Grenfell Tower.
Die Grenfell-Brandkatastrophe entwickelte sich landesweit zu einem Skandal. Nachdem das Kabinett von Theresa May angekündigt hatte, landesweit insgesamt 600 Hochhäuser mit ähnlichen Fassadenkonstruktionen wie beim Grenfell Tower überprüfen zu lassen, wurden bei den ersten untersuchten 75 Häusern ohne Ausnahme Brandschutzmängel festgestellt. 60 Hochhäuser in 25 Gemeinden wurden nach Prüfungen der Fassadenverkleidung als brandgefährdet eingestuft; betroffen waren unter anderem Häuser in den Städten Manchester, Portsmouth und Plymouth.
Die Nachrüstung der Londoner Hochhäuser mit besserem Brandschutz und Sprinkleranlagen soll mehr als 400 Millionen Pfund kosten. Alle Sanierungsbestrebungen beziehen sich auf aluminiumkaschierte Verbundplatten, die zahlreichen Fassadenverkleidungen mit HPL-Platten oder sonstigen brennbaren Materialien sind davon unberührt.
Die Verwendung brennbarer Bauteile bei Neubauten und Fassadenarbeiten an Wohngebäuden mit einer Höhe von über 18 Metern wurde Ende 2018 gesetzlich verboten.

### Auswirkungen in anderen Ländern
Am 27. Juni 2017 wurde in Wuppertal ein elfstöckiges Wohnhaus im Wohnquartier Hilgershöhe im Stadtteil Barmen von Feuerwehr, Polizei und Ordnungsamt evakuiert und der Zutritt ins Gebäude auch tagsüber verboten. Nach Beseitigung brennbarer Fassadenelemente im Bereich der Fluchtwege wurde das Haus am 26. Juli 2017 wieder freigegeben.
Feuerwehr und Verwaltung der Stadt Dortmund stellten bei einer Begehung schwere Brandschutzmängel am Wohnkomplex Hannibal im Stadtteil Dorstfeld fest, die aber nicht mit der Fassade in Zusammenhang standen. Das Gebäude mit seinen mehr als 750 Bewohnern und über 400 Wohneinheiten wurde am 21. September 2017 geräumt und bleibt auch im Jahr 2025 weiterhin unbewohnbar.
In Frankreich soll ein neues Gesetz bei Gebäuden, die mehr als 28 Meter hoch sind, brennbare Fassadenbestandteile verbieten. Bereits jetzt müssen die Fassaden unbrennbar sein, wenn das Gebäude 50 Meter oder höher ist.

### Umgang mit dem Geschehen

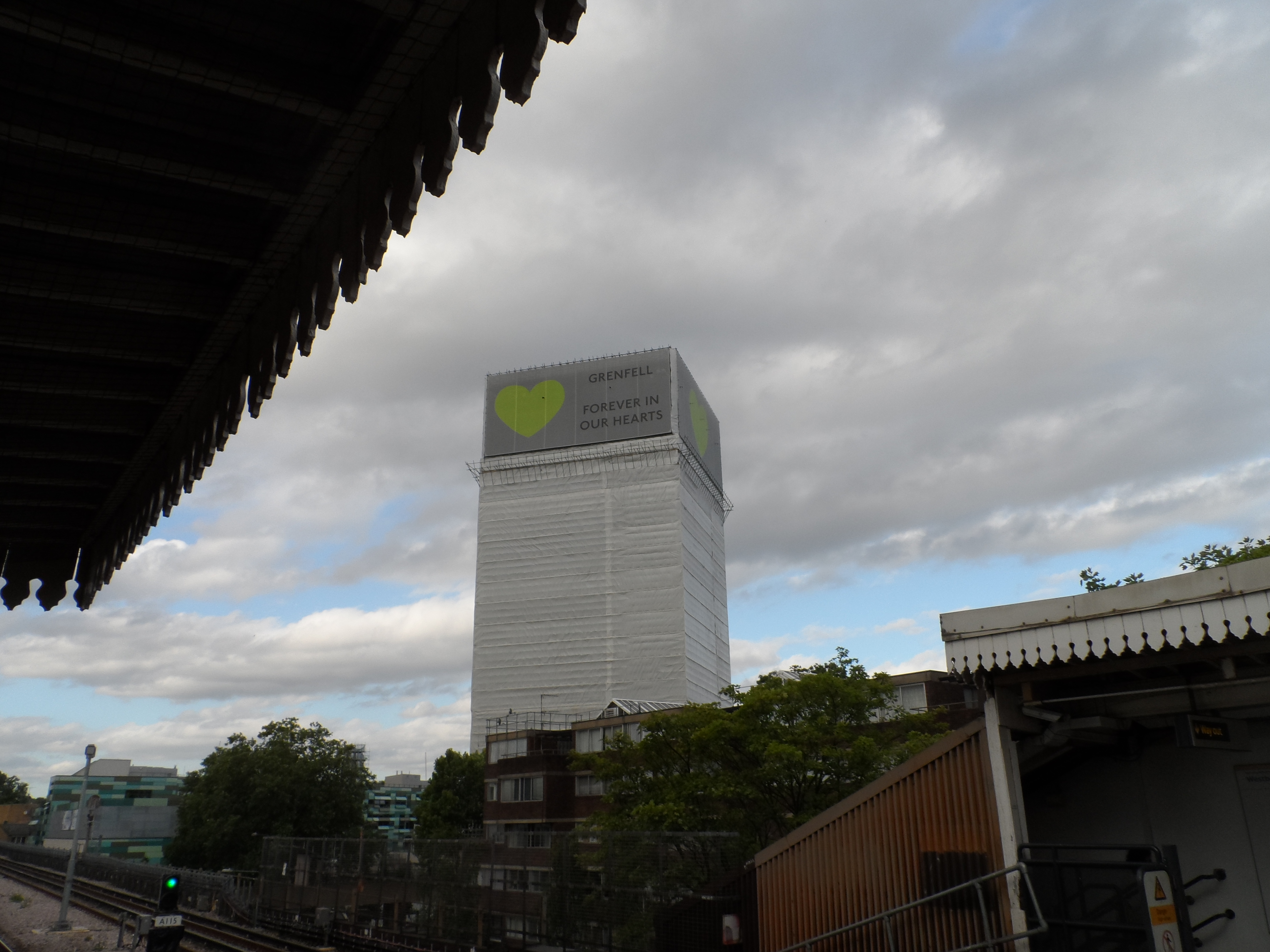
In Planen gehüllt der Grenfell Tower im Juni 2018 mit dem von Grenfell United entworfenen Schriftzug „Grenfell forever in our hearts“ (dt. Grenfell – Für immer in unseren Herzen)

In den Wochen nach dem Unglück entwickelte sich die Tradition eines monatlichen Schweigemarsches an jedem Abend des 14. eines jeden Monats.
Sechs Monate nach dem Brand erklärten viele in der Gemeinde, immer noch auf sich allein gestellt zu sein.
Die Ruine wurde vor dem ersten Jahrestag des Großbrands auf voller Höhe in ein Gerüst gehüllt, das zwei Lagen wetterfeste Planen trägt. Damit ist sie den Blicken entzogen und etwaige herabfallende Teile werden aufgefangen. Die äußere Hülle wird jährlich ersetzt.
Zum ersten Jahrestag wurde mit mehreren Gedenkveranstaltungen an die Opfer erinnert. Kurz davor gab es offene Anklagen aus der Gemeinde bezüglich angeblicher Falschdarstellungen in den Medien, insbesondere bezüglich eines langen Berichtes in der London Review of Books von Andrew O’Hagan.
Grenfell United, eine Interessengruppe, die sich aus den Familien der Opfer und Überlebenden zusammensetzt, projizierte zum zweiten Jahrestag Schriftzüge auf Gebäude in Salford, Newcastle und London, die auf Missstände beim Brandschutz hinweisen. In Salford projizierte man die Aufschrift „2 Jahre nach Grenfell sind 246 Wohnungen in diesem Gebäude immer noch mit gefährlichen Dämmplatten verkleidet.“
Auf Initiative der Premierministerin wurde die Grenfell Tower Memorial Commission eingerichtet, besetzt mit Vertreterinnen und Vertretern der Anwohner, Hinterbliebenen und Überlebenden. Sie soll über die Weiternutzung des Geländes und eine geplante Gedenkstätte entscheiden.

### Geplanter Abriss
Das Grundstück, auf dem der Grenfell Tower steht, ist zum 15. Juli 2019 in das Eigentum der Regierung des Vereinigten Königreichs übergegangen. Die Ruine wird durch das Ministerium für Wohnen und Regionalverwaltung betreut. Der Stadtbezirk Kensington und Chelsea hat keinen Einfluss auf die weitere Nutzung. 2021 gab die Regierung des UK bekannt, dass das Gebäude vom Jahr 2022 an rückgebaut werden soll. Dagegen gab es Bedenken, u. a. wegen der Gefahr der Asbestverseuchung und um weitere Untersuchungen zum Brand zu ermöglichen; ein Zeitpunkt zur Aufnahme der Arbeiten wurde bisher (April 2023) nicht bekanntgegeben. Die Regierung unterrichtet von Zeit zu Zeit zum Stand der Dinge.
Am 5. Februar 2025 erklärte die britische Regierung, dass das Gebäude vorsichtig abgebrochen werden soll.

## Aufarbeitung und Konsequenzen

### Erste Betrachtungen
Ausgangspunkt war nach offiziellen Feststellungen eine im vierten Obergeschoss aus ungeklärten Gründen in Brand geratene Kühl-Gefrierkombination des von Indesit zwischen März 2006 und Juli 2009 produzierten Typs Hotpoint FF175BP. Die Marke Hotpoint wird auch im deutschsprachigen Raum vertrieben, die Rechte für Europa liegen bei der Whirlpool Corporation. Dieser Brandherd kann als gesicherter Ausgangspunkt gelten, da er von den zuerst eintreffenden Feuerwehreinheiten lokal beherrscht wurde. Die Flammen griffen durch die Fensteröffnung auf die Gebäudefassade über.
In der öffentlichen Diskussion über die Ursache der raschen Ausbreitung des Brandes über viele Stockwerke hinweg wird die Fassadenverkleidung thematisiert. In verschiedenen Medien wird auf Grund der Bildberichte der brennenden Fassaden vermutet, dass die vorgehängte hinterlüftete Fassade aus Aluminium-Verbundplatten den Brand der dahinterliegenden aluminiumkaschierten Dämmplatten durch den Einschluss der Wärmeenergie förderte und durch einen Kamineffekt zur schnellen Ausbreitung des Feuers beitrug. Experten, unter anderem der Leiter der Frankfurter Feuerwehr, geben an, dass die brennbare Fassade ein wesentlicher Grund der Katastrophe war.
Es wird außerdem vermutet, dass bei dem Brand giftige Gase wie Kohlenmonoxid und Blausäure entstanden, die zu der verhältnismäßig hohen Zahl der Todesopfer beitrugen.

### Verwaltung des Grenfell Tower
Der Vorsitzende des zuständigen Gemeinderats und der Chef der kommunalen Hausverwaltung KCTMO traten am 30. Juni 2017 in London zurück. Britische Medien hatten zuvor Dokumente veröffentlicht, denen zufolge zunächst weniger leicht entflammbare Fassadenteile für die Sanierung des Hochhauses vorgesehen waren. Um Geld zu sparen, habe sich die Verwaltung aber für eine billigere Variante entschieden. Die Kommunalverwaltung entzog der KCTMO im September 2017 die Kontrolle über die Lancaster West-Siedlung sowie über alle anderen Sozialwohnungsobjekte im Stadtbezirk.

### Strafrechtliche Aufarbeitung
Die erste Phase der strafrechtlichen Aufarbeitung liegt bei Scotland Yard, wo eine 250-köpfige Sonderkommission gebildet wurde. Im besonderen Fokus stehen die Planung und Realisierung der dem Brand vorausgegangenen Sanierungsmaßnahmen, wobei auch Ermittlungen in Richtung fahrlässiger Tötung nicht ausgeschlossen werden.

### Grenfell Tower Inquiry
Unter Vorsitz des pensionierten Richters Martin Moore-Bick wurden in umfangreichen Befragungen die Hintergründe des Geschehens untersucht.
Am 30. Oktober 2019 erschien der Bericht zum ersten Teil der Grenfell-Untersuchung. Der Vorsitzende kritisiert darin die zu späte Evakuierung durch die Londoner Feuerwehr.
Der zweite Teil der Untersuchung begann im Januar 2020 und sollte 18 Monate andauern. Er konzentriert sich auf die Vorgänge, die zur Auswahl und Verwendung der brennbaren Fassadenelemente führten. Angesichts der COVID-19-Pandemie im Vereinigten Königreich wurde die Untersuchung im März unterbrochen und im Juli als Videokonferenz fortgeführt.
Am 4. September 2024 verlas Sir Martin Moore-Bick die Zusammenfassung des 1700 Seiten langen Abschlussberichts der Untersuchungskommission, der anschließend veröffentlicht wurde. Er führte aus, dass alle 72 Todesopfer vermeidbar gewesen seien, alle Opfer an den  Rauchgasen gestorben seien, bevor sie von Flammen erreicht wurden, die Stay-put-Regel daher zur Tragödie beigetragen habe, deren vielfältige Ursachen teilweise Jahrzehnte zurücklägen (was die lange Dauer der Untersuchung erkläre). Frühe Anzeichen der Mangelhaftigkeit verschiedener Materialien seien verheimlicht bzw. von der Regierung und anderen mit dem Bau befassten Stellen nicht zu Kenntnis genommen worden, notwendige Ergänzungen von Vorschriften habe es nicht gegeben, die Hausverwaltung habe sich zu wenig um Brandverhütung gekümmert und sei von der Kommunalverwaltung diesbezüglich ungenügend überwacht worden, sie habe für die seinerzeitige Fassadensanierung in einem manipulierten Verfahren einen in der Sache vollkommen unerfahrenen Architekten beauftragt und habe es unterlassen, einen abschließenden Feuersicherheitsbericht einzuholen, und schließlich sei die Londoner Feuerwehr mangelhaft organisiert und geführt gewesen.

### London Fire Brigade
Die Behördenleiterin der Londoner Feuerwehr, Dany Cotton, ging nach Veröffentlichung des ersten Berichts zur Grenfell-Untersuchung und wiederholter Kritik in den Ruhestand. Nachfolger im Amt wurde Anfang 2020 ihr bisheriger Stellvertreter Andy Roe, der als Einsatzleiter am Grenfell Tower um 02:47 Uhr den Befehl zum Widerrufen der Stay-put-Regel gegeben hatte.
Das behörderninterne Grenfell Tower Investigation and Review Team zur Organisationsentwicklung veröffentlichte im Oktober 2019 einen Sachstandsbericht:
- Einsatzleiter und Führungskräfte werden geschult und ihr Wissen zertifiziert, die Leitstelle wurde umorganisiert und die Besatzungen im Umgang mit eingeschlossenen Anrufenden besser ausgebildet. Die interne Wissensverfügbarkeit wird verbessert und eine Brandschau von besonders gefährdeten Objekten durchgeführt.
- Es wurden Fluchthauben für die Menschenrettung in verqualmten Räumen beschafft, Drohnen zur Lageerkundung und Detektoren, um die Stabilität von Gebäuden zu überwachen.
- Der erste Abmarsch zu jedem gemeldeten Brand in einem Hochhaus wurde bereits 2017 auf fünf Löschfahrzeuge und ein Hubrettungsfahrzeug erhöht. Bei einem bestätigten Brand sowie der Meldung eines Fassadenbrands werden zehn Löschfahrzeuge und ein Hubrettungsfahrzeug entsandt.

Im Rahmen der turnusgemäßen Flottenerneuerung werden in den Jahren 2020 und 2021 zwölf Drehleiterfahrzeuge mit einer Arbeitshöhe von 32 Metern sowie erstmals drei mit einer Höhe von 64 Metern in Dienst gestellt. Zwei der 64-Meter-Fahrzeuge wurden für 2,5 Millionen Pfund von der gemeinnützigen Masonic Charitable Foundation der Londoner Freimaurer-Großloge Metropolitan Grand Lodge gestiftet.

### Versicherungen
Der Brand führte auch zu einer Neubewertung des Risikos durch die Versicherer. So stiegen die Prämien in einigen Fällen um 600 %. Nach Angaben der Association of British Insurers (ABI) vertrauen die Versicherer auch den im Labor gewonnenen Daten zu den Klassen zum Brandverhalten von Baumaterialien nicht mehr.

## Ähnliche Vorfälle
- Großbrand im Lakanal House in Camberwell mit sechs Toten (2009), ausgelöst durch einen defekten Fernseher im 9. Stock. Im Laufe der Untersuchung wurde das vierzehngeschossige Gebäude als eines identifiziert, bei dem sich ein Wohnungsbrand leicht auf das gesamte Gebäude ausbreiten konnte. Die Fassadenverkleidung war binnen fünf Minuten durchgebrannt, die dafür verantwortlich zu machende vorherige mangelhafte Sanierung bei Kontrollen nicht aufgefallen. Unabhängig davon hatte im Jahr 1999 die Stadtbezirksverwaltung Southwarks zunächst den Abriss beschlossen, die Entscheidung war jedoch wieder rückgängig gemacht worden.[28]

Brandunglücke weltweit, bei denen vorgehängte Fassaden mit Aluminium-Polyethylen-Verbundplatten eine Rolle spielten:
- Millennium Business Center, Bukarest (2009)
- Television Cultural Center, Peking (2009)[122][123]
- Royal Wanxin International Tower Türme A und B, Shenyang (2011)[123]
- Tamweel Tower, Dubai, Vereinigte Arabische Emirate (2012)
- Lacrosse Tower, Melbourne, Australien (2014)[124][122]
- The Marina Torch, Dubai (2015 und 2017)[125]
- The Address Downtown Dubai (2015/2016)[126][127]
- Abbco Tower, Schardscha, Vereinigte Arabische Emirate (2020)
- Torre dei Moro, Mailand, Italien (2021)

### Grenfell Tower Inquiry
- Inquiry Phase 1

1. 1 2 3 4  
Dr Barbara Lane's expert report (supplemental). In: Grenfell Tower Inquiry. 22. November 2018, abgerufen am 20. März 2019 (englisch).
2. ↑  
Dr Barbara Lane report - section 8 (Phase 1 - supplemental). (PDF-Datei, 25 MB)
3. ↑  
Witness statements of Christopher Secrett. In: Grenfell Tower Inquiry. 31. Oktober 2019, abgerufen am 28. August 2020 (englisch).
4. ↑  Smoke Vent Illustration - Pressurisation; Depressurisation; and Grenfell Smoke Ventilation. In: Grenfell Tower Inquiry. Abgerufen am 14. Januar 2020 (englisch).
5. 1 2 3  
Statement of Control Operations Manager Alexandra Norman. In: Grenfell Tower Inquiry. 18. Juli 2018, abgerufen am 9. Februar 2019 (englisch).
6. 1 2  
Witness Statement - LFB - Michael Dowden MET00010915. In: Grenfell Tower Inquiry. 25. Juni 2018, abgerufen am 9. Februar 2019 (englisch).
7. ↑  
Phase 1 Full Report. (PDF) Grenfell Tower Inquiry, 30. Oktober 2019, abgerufen am 17. Februar 2020 (englisch).

- Inquiry Phase 2

1. ↑  
Witness Statement of Andrzej Kuszell (Studio E). In: Grenfell Tower Inquiry. 2. März 2020, abgerufen am 31. März 2021 (englisch).
2. ↑  
Witness Statement of Bruce Sounes (Studio E). In: Grenfell Tower Inquiry. 20. März 2020, abgerufen am 31. März 2021 (englisch).
3. ↑  
Witness Statement of Simon Lawrence (former Contract Manager at Rydon). In: Grenfell Tower Inquiry. 23. März 2020, abgerufen am 31. März 2021 (englisch).
4. ↑  Will Ing: Studio E should have hired fire consultant, expert witness tells Grenfell Inquiry. In: The Architects’ Journal. 3. November 2020, abgerufen am 31. März 2021 (englisch).
5. 1 2  Peter Apps: How the products used in Grenfell Tower’s cladding system were tested and sold. In: Inside Housing. 25. März 2021, abgerufen am 31. März 2021 (englisch).
6. ↑  Grenfell Tower inquiry: 9 things we now know about the cladding. In: BBC News. 23. März 2021 (bbc.com [abgerufen am 31. März 2021]).

### Allgemeine Nachweise
1. 1 2  Grenfell Tower death toll may not be known until end of year – police, The Guardian, 28. Juni 2017.
2. 1 2  Grenfell Tower death toll increases to at least 80, say police – video, Video der Metropolitan Police auf theguardian.com, 28. Juni 2017.
3. ↑  Planning Policy Consultations: Adoped Kensington Academy and Leisure Centre (KALC) SPD, The Royal Borough of Kensington and Chelsea, 2011. Consultation Documents, Abschnitt 3.1.2.
4. ↑  Grenfell Tower: firefighters search overnight with toll expected to rise, The Guardian, 15. Juni 2017.
5. 1 2  Grenfell Tower, London. Emporis, abgerufen am 14. Juni 2017 (englisch).
6. 1 2  Grenfell Tower: What happened. BBC, 18. Juni 2018, abgerufen am 10. September 2019.
7. ↑  British post-war mass housing. In: Designing Buildings Wiki. Abgerufen am 28. August 2020 (englisch).
8. ↑  Lancaster West Estate – An ideal for living? Abgerufen am 14. Juni 2017.
9. ↑  Glendinning, Miles; Muthesius, Stefan: Tower block: Modern public housing in England, Scotland, Wales, and Northern Ireland. Published for the Paul Mellon Centre for Studies in British Art by Yale University Press, 1994, ISBN 0-300-05444-0, S. 355 (towerblock.org).
10. ↑  London tower block’s refurbishment raises fire safety questions. In: Financial Times, 14. Juni 2017, abgerufen am 14. Juni 2017.
11. ↑  Grenfell Tower floorplan shows how 120 flats were packed into highrise. In: The Telegraph. (Online [abgerufen am 14. Juni 2017]).
12. ↑  Grenfell Tower. 14. Juni 2017, archiviert vom Original (nicht mehr online verfügbar) am 14. Juni 2017; abgerufen am 14. Juni 2017.
13. ↑  Eleanor Rose: Who are KCTMO, the management company behind Grenfell Tower. In: standard.co.uk. 14. Juni 2017, abgerufen am 18. Juni 2017.
14. ↑  Rydon lands Grenfell Tower refurbishment. 14. Juni 2017, archiviert vom Original (nicht mehr online verfügbar) am 14. Juni 2017; abgerufen am 14. Juni 2017.
15. 1 2 3  
James Tapsfield, Martin Robinson: 'It's corporate manslaughter': London MP calls for arrests saying hundreds may have died after warnings over dangerous cladding were ignored. MailOnline, 15. Juni 2017, abgerufen am 16. Juni 2017 (englisch).
16. ↑  
Grenfell Tower :: Harley Facades Limited. 14. Juni 2017, archiviert vom Original (nicht mehr online verfügbar) am 14. Juni 2017; abgerufen am 14. Juni 2017.
17. ↑  Aluglaze FR & Aluglaze. In: Panel Systems. Abgerufen am 31. März 2021 (britisches Englisch).
18. ↑  Celotex. 15. Juni 2017, abgerufen am 12. September 2017.
19. ↑  PUR und PIR: Was ist der Unterschied? (Memento vom 28. August 2017 im Internet Archive), 26. Juni 2006
20. ↑  
Jonathan Bore, Executive Director Planning and Borough Development: TOWN AND COUNTRY PLANNING ACT 1990 - TOWN AND COUNTRY PLANNING - (DEVELOPMENT MANAGEMENT PROCEDURE) ORDER 2010 - APPROVAL OF DETAILS RESERVED BY CONDITION(S). 30. September 2014, archiviert vom Original am 16. Juni 2017; abgerufen am 15. Juni 2017: „Main building panels: Reyondbond/Reynolux, in Smoke Silver Metallic (colour No. E9107S) attached with a concealed fixings“  Info: Der Archivlink wurde automatisch eingesetzt und noch nicht geprüft. Bitte prüfe Original- und Archivlink gemäß Anleitung und entferne dann diesen Hinweis.
21. ↑  Reynobond Europe ACM ACP Aluminium Composite Material. In: arconic.com. Archiviert vom Original am 21. Juni 2017; abgerufen am 15. Juni 2017: „Reynobond Aluminiumverbundplatte besteht aus zwei einbrennlackierten Aluminiumblechen, die beidseitigim Schmelzfixierverfahren auf einen Polyethylenkern aufgebracht werden.“  Info: Der Archivlink wurde automatisch eingesetzt und noch nicht geprüft. Bitte prüfe Original- und Archivlink gemäß Anleitung und entferne dann diesen Hinweis.
22. 1 2  Reynobond Architecture and Reynolux Building certifications. (PDF (647 kB)) Arconic, 20. April 2017, archiviert vom Original (nicht mehr online verfügbar) am 12. September 2017; abgerufen am 16. Juni 2017 (englisch).  Info: Der Archivlink wurde automatisch eingesetzt und noch nicht geprüft. Bitte prüfe Original- und Archivlink gemäß Anleitung und entferne dann diesen Hinweis.
23. 1 2  Alexi Mostrous, David Brown, Sean O’Neill, John Simpson, Sam Joiner: US banned cladding that was used on Grenfell Tower. In: The Times. Times Newspapers Ltd., 16. Juni 2017, abgerufen am 16. Juni 2017 (englisch).
24. ↑  Grenfell Action Group: About. Abgerufen am 22. Juni 2017 (amerikanisches Englisch).
25. ↑  Another fire safety scandal auf Grenfell Action Group
26. ↑  KCTMO – Playing with fire! (Memento des Originals vom 14. Juni 2017 im Internet Archive)  Info: Der Archivlink wurde automatisch eingesetzt und noch nicht geprüft. Bitte prüfe Original- und Archivlink gemäß Anleitung und entferne dann diesen Hinweis. Original des häufig zitierten Blogs der Grenfell Action Group, der die Katastrophe erstaunlich genau vorhersagt.
27. 1 2  Jens Witte: Versagen auf allen Ebenen. In: Spiegel Online. Spiegel Online GmbH & Co. KG, Hamburg, 4. Juni 2018, abgerufen am 20. März 2019.
28. 1 2 3 4  Pete Apps: Lessons from Lakanal. Inside Housing, 3. Juli 2019, archiviert vom Original am 19. April 2020; abgerufen am 8. Mai 2020 (englisch): „But what they did not know was that the tower block had recently been refurbished, and combustible panels had been added to the outside of the old building. … The fire it started would ignite cladding that had been attached to the building in the years that ministers had been prevaricating. It had a Class 0 rating.“
29. ↑  grenfellactiongroup: KCTMO – Feeling the Heat! In: Grenfell Action Group. 14. März 2017, abgerufen am 14. Juni 2017.
30. ↑  Stefanie Bolzen: Hochhausbrand in London: „Es war so schrecklich. Die Schreie. Die Hilflosigkeit“. In: welt.de. 14. Juni 2017, abgerufen am 18. Juni 2017.
31. ↑  Grenfell Tower Regeneration Newsletter. Kensington & Chelsea TMO, Juli 2014 (PDF)
32. ↑  Wie schützt man Bewohner von Hochhäusern vor Feuer? Frankfurter Allgemeine, 15. Juni 2017, abgerufen am 2. April 2018
33. ↑  Grenfell Tower’s smoke ventilation system 'failed days before fire'. In: The Guardian. 5. Juni 2018, abgerufen am 13. Januar 2020 (englisch).
34. ↑  grenfellactiongroup: Grenfell Tower Still A Fire Risk. In: Grenfell Action Group. 24. Januar 2016, abgerufen am 14. Juni 2017.
35. ↑  Daniel Zylbersztajn: Ein Jahr nach dem Hochhausbrand: Grenfell Tower – Asche im Herzen. In: Die Tageszeitung: taz. 13. Juni 2018, ISSN 0931-9085 (Online [abgerufen am 15. Juni 2018]).
36. ↑  Hochhaus Inferno in London – Menschen versuchen sich abzuseilen – Trümmerteile stürzen herab, N24, 14. Juni 2017.
37. ↑  Hochhaus in London steht in Flammen: Mehrere Tote. Der Standard, 14. Juni 2017.
38. ↑  Richard Bilton: London Tower Fire: Britain’s Shame. BBC One Panorama, 19. Juni 2017.
39. ↑  Grenfell Tower residents say managers 'brushed away' fire safety concerns. In: www.theguardian.com 14. Juni 2017.
40. ↑  London fire: A visual guide to what happened at Grenfell Tower. BBC News, 19. Juni 2017, abgerufen am 21. Juni 2017.
41. ↑  Grenfell Tower fire update. London Fire Brigade, abgerufen am 21. Juni 2017.
42. ↑  London fire: Six killed as Grenfell Tower engulfed, BBC, 14. Juni 2017.
43. ↑  „Wir konnten nichts tun“, Spiegel Online, 14. Juni 2017.
44. ↑  Met confirms 17 dead with further fatalities expected from Grenfell blaze – as it happened. The Guardian, 15. Juni 2017, abgerufen am 21. Juni 2017.
45. 1 2  Grenfell Tower fire: police raise death toll to 79, The Guardian, 19. Juni 2017.
46. ↑  London fire latest: Twelve confirmed dead in Grenfell Tower as death toll expected to rise. In: The Telegraph. (Online [abgerufen am 14. Juni 2017]).
47. ↑  Zwölf Tote und mindestens 79 Verletzte bei Hochhausbrand in London, sueddeutsche.de vom 14. Juni 2017
48. ↑  Feuerwehr unterbricht Suche in ausgebranntem Hochhaus (Seite nicht mehr abrufbar, festgestellt im Mai 2025. Suche in Webarchiven)  Info: Der Link wurde automatisch als defekt markiert. Bitte prüfe den Link gemäß Anleitung und entferne dann diesen Hinweis., Deutschlandfunk, 15. Juni 2017.
49. ↑  Daniel Zylbersztajn: Großbrand in London: Das Inferno von Grenfell Tower. In: Die Tageszeitung: taz. 14. Juni 2017, ISSN 0931-9085 (Online [abgerufen am 27. November 2019]).
50. 1 2 3 4 5  Enquiring Grenfell, Chronological Events of 14th June 2017. Abgerufen am 19. März 2019 (englisch).
51. ↑  Firefighter tells inquiry dousing Grenfell Tower fire was like ‘using garden hose’. In: ITV News. 18. Juli 2018, abgerufen am 19. März 2019 (englisch).
52. ↑  Robert Booth: Grenfell fire chief says he failed to make safety checks before disaster. In: The Guardian. 25. Juni 2018, abgerufen am 9. Februar 2019 (englisch).
53. ↑  Lily Allen and the row on how Grenfell Tower's death toll is being reported, BBC, 17. Juni 2017.
54. ↑  Wir schicken da keine Leute rein. In: Zeit online, 15. Juni 2017, abgerufen am 19. Juni 2017.
55. ↑  London fire: Why don't we know how many died in Grenfell Tower?, BBC, 29. Juni 2017.
56. ↑  6 confirmed dead in Grenfell Tower inferno, figure ‘likely to rise’ – police, travelwirenews, 14. Juni 2017.
57. ↑  Death Toll Rises to 12 in London High-Rise Blaze, Bloomberg, 14. Juni 2017.
58. ↑  Grenfell Tower fire: At least 17 dead as police say they may not be able to identify all the bodies, The Independent, 15. Juni 2017.
59. ↑  Hochhausbrand: Zahl der Toten steigt auf mindestens 30 (Seite nicht mehr abrufbar, festgestellt im Mai 2025. Suche in Webarchiven)  Info: Der Link wurde automatisch als defekt markiert. Bitte prüfe den Link gemäß Anleitung und entferne dann diesen Hinweis., Deutschlandfunk, 16. Juni 2017.
60. ↑   UPDATE: Grenfell Tower fire investigation (Memento vom 27. Juni 2017 im Internet Archive), Metropolitan Police, 18. Juni 2017.
61. ↑  London fire: 58 missing, presumed dead - police, BBC, 17. Juni 2017.
62. ↑  Grenfell Tower: 58 people missing, presumed dead as Theresa May admits response was 'not good enough', The Telegraph, 17. Juni 2017.
63. ↑  Bis zu 79 Tote nach Hochhausbrand (Memento vom 25. Juni 2017 im Internet Archive), MDR, 19. Juni 2017.
64. ↑  Polizei rechnet mit mindestens 79 Toten nach Hochhausbrand, Die Zeit, 19. Juni 2017.
65. ↑  Grenfell Tower police make 87 recoveries of human remains, The Guardian, 5. Juli 2017.
66. ↑  Grenfell fire investigators turn to 9/11 experts to help identify victims, The Guardian, 19. Juli 2017
67. ↑  Grenfell death toll 'may be below 80'. In: BBC News. Abgerufen am 3. September 2017.
68. ↑  London: Polizei rechnet mit 79 Toten nach Londoner Hochhausbrand, Augsburger Allgemeine, 19. Juni 2017
69. ↑  Die Feuer-Katastrophe vom Grenfell Tower. In: Die Presse. (Online [abgerufen am 14. Juni 2017]).
70. ↑  Heftige Kritik an May nach Wahlschlappe in Großbritannien, Stern, 10. Juni 2017.
71. ↑  Labour will in Großbritannien mit Protesten Neuwahlen erzwingen, Tiroler Tageszeitung, 15. Juni 2017.
72. ↑  Daniel Zylbersztajn: Nach dem Großbrand im Grenfell Tower: Zwischen den Welten. In: Die Tageszeitung: taz. 26. August 2017, ISSN 0931-9085 (Online [abgerufen am 27. November 2019]).
73. ↑  Wütende Demonstranten dringen in Londoner Rathaus ein, welt.de, 16. Juni 2017.
74. ↑  ‘We want justice’: Grenfell Tower protests spill on to streets, The Guardian am 17. Juni 2017
75. ↑  Minute's silence for Grenfell Tower victims at Trooping the Colour for Queen's official birthday. In: ITV News. ITV, 17. Juni 2017, abgerufen am 18. Juni 2017.
76. ↑  Feuer in Londoner Hochhaus: Gebäudeverkleidung war möglicherweise verboten. In: Tagesschau. 18. Juni 2017, abgerufen am 18. Juni 2017.
77. ↑  Andrew Sparrow: Cladding on Grenfell Tower is banned on UK high-rises, says Philip Hammond. In: The Guardian. 18. Juni 2017, abgerufen am 20. Juni 2017.
78. ↑  „Der britische Schatzkanzler Philip Hammond sagte der BBC, dass die brennbare Gebäudeverkleidung des Grenfell Towers in Großbritannien verboten sei. Die strafrechtliche Untersuchung solle nun prüfen, ob bei der Renovierung des Hochhauses gegen Gesetze verstoßen worden ist.“ – Grenfell Tower: Gebäudeverkleidung war offenbar verboten, Die Zeit, 18. Juni 2017
79. ↑  Simon Cowell to release Grenfell Tower charity single on Wednesday. The Daily Telegraph, 22. Juni 2017, abgerufen am 1. Juli 2017. (englisch)
80. ↑  Charity single for Grenfell Tower released as Simon Cowell donates £100,000. The Guardian, 22. Juni 2017, abgerufen am 1. Juli 2017. (englisch)
81. ↑  4000 Personen wegen Feuergefahr aus Hochhäusern in London evakuiert, Neue Zürcher Zeitung, 24. Juni 2017.
82. ↑  Behörden lassen fünf Londoner Hochhäuser evakuieren, Die Zeit, 23. Juni 2017.
83. ↑  Nach Grenfell-Brandkatastrophe – Behörden lassen fünf Londoner Hochhäuser evakuieren (Memento vom 27. Juni 2017 im Internet Archive), ZDFheute, 24. Juni 2017.
84. ↑  Britische Behörden fürchten um Sicherheit von Hochhäusern
85. ↑  Huge fire at Mansfield Road flat now under control: London Fire Brigade, Geo Television Network, 26. Juni 2017.
86. ↑  TOTAL FAILURE: First 60 tower blocks tested after Grenfell tragedy fail fire safety checks
87. ↑  Grenfell tower: Fire safety upgrade and sprinkler works to top £400m in London, Architects Journal, 16. Oktober 2017
88. ↑  Hywel Davies: The government ban on combustible materials in high-rise residential buildings. In: CIBSE Journal. Chartered Institution of Building Services Engineers, November 2018, archiviert vom Original (nicht mehr online verfügbar) am 9. Mai 2020; abgerufen am 9. Mai 2020 (englisch).
89. ↑  Feuergefahr in Wuppertal: Bewohner des evakuierten Hochhauses sind wütend. RP Online, 27. Juni 2017, abgerufen am 27. Juni 2017.
90. ↑  Dortmund räumt riesigen Hochhauskomplex. Spiegel Online, 21. September 2017, abgerufen am 21. September 2017.
91. ↑  Sky News: France plans new cladding law after Grenfell fire disaster
92. ↑  Mourners march to Grenfell Tower in complete silence in memory of fire victims. In: Metro. 14. Oktober 2017, abgerufen am 27. November 2019 (englisch).
93. ↑  Daniel Zylbersztajn: Untersuchung Hochhausbrand in London: Tränen löschen kein Feuer. In: Die Tageszeitung: taz. 14. September 2017, ISSN 0931-9085 (Online [abgerufen am 27. November 2019]).
94. ↑  Daniel Zylbersztajn: Nach dem Hochhausbrand in London: Grenfell Tower, sechs Monate später. In: Die Tageszeitung: taz. 14. Dezember 2017, ISSN 0931-9085 (Online [abgerufen am 27. November 2019]).
95. 1 2 3  Future of the Grenfell Tower site. Information and updates relating to management and future of the Grenfell Tower site. gov.uk, 5. August 2019, archiviert vom Original (nicht mehr online verfügbar) am 5. September 2019; abgerufen am 7. Mai 2020 (englisch).
96. ↑  FAZ.net, 14. Juni 2018, Ein Jahr nach Brand im Grenfell Tower: Gedenken in London (Seite nicht mehr abrufbar, festgestellt im Dezember 2018. Suche in Webarchiven)  Info: Der Link wurde automatisch als defekt markiert. Bitte prüfe den Link gemäß Anleitung und entferne dann diesen Hinweis.
97. ↑  Daniel Zylbersztajn: Brand im Grenfell Tower vor einem Jahr: 72 weiße Tauben – und eine dazu. In: Die Tageszeitung: taz. 17. Juni 2018, ISSN 0931-9085 (Online [abgerufen am 27. November 2019]).
98. ↑  Daniel Zylbersztajn: Ein Jahr nach dem Hochhausbrand: Grenfell Tower – Asche im Herzen. In: Die Tageszeitung: taz. 13. Juni 2018, ISSN 0931-9085 (Online [abgerufen am 27. November 2019]).
99. ↑  Aus den Fehlern nichts gelernt?feuerwehrmagazin.de
100. ↑  Nadeem Badshah: Grenfell Tower set to be demolished over safety concerns. The Guardian, 4. September 2021 (abgerufen am 4. Oktober 2021)
101. ↑  UK Government Publikationen. Abgerufen am 1. Mai 2023 (englisch).
102. ↑  BBC (05.02.2025): Families' anger at plan to dismantle Grenfell Tower
103. ↑  Hochhaus-Inferno in London – War die Dämmung der Brandbeschleuniger?, n-tv, 14. Juni 2017
104. ↑  Did faulty fridge cause Grenfell Tower fire? The theories fire chiefs will examine, telegraph.co.uk, 14. Juni 2017.
105. ↑  London fire: Grenfell Tower's design helped spread blaze up the outside, experts say. www.independent.co.uk, 14. Juni 2017.
106. ↑  Grenfell Tower had just had an £8.7m refurb – but was new cladding to blame?, metro.co.uk, 14. Juni 2017.
107. ↑  Warum ein Hochhaus-Feuer wie in London in Deutschland unwahrscheinlich ist, FAZ.net, 14. Juni 2017.
108. ↑  Thomas L. Junod: Gaseous Emissions and toxic hazards associated with plastics in fire situations - a literature review. NASA, 1976, archiviert vom Original am 15. Mai 2017; abgerufen am 23. Juni 2017.
109. ↑  Fire Hazard of Polyurethane and Other Organic Foam Insulation Aboard Ships and in Construction. Arbeitsministerium der Vereinigten Staaten, Occupational Safety and Health Administration, archiviert vom Original am 28. April 2017; abgerufen am 23. Juni 2017.
110. ↑  Danny Boyle, Sarah Knapton: Grenfell Tower victims 'poisoned by cyanide' after insulation 'released highly toxic gas'. In: The Telegraph. 23. Juni 2017, archiviert vom Original (nicht mehr online verfügbar) am 22. Juni 2017; abgerufen am 23. Juni 2017.
111. ↑  Erste Rücktritte nach Brand von Londoner Hochhaus orf.at, 1. Juli 2017.
112. ↑  Bereits 160 Risiko-Hochhäuser in Großbritannien entdeckt, FAZ, 1. Juli 2017.
113. 1 2  Grenfell Tower Fire: latest updates and full timeline. In: IFSEC Global. Informa Markets, a trading division of Informa PLC, 6. Februar 2020, abgerufen am 7. Mai 2020 (englisch).
114. ↑  Vikram Dodd: Grenfell Tower death toll may not be known until end of year – police | Grenfell Tower fire. In: theguardian.com. 28. Juni 2017, abgerufen am 4. Februar 2024 (englisch).
115. ↑  Daniel Zylbersztajn: Brand im Grenfell Tower: Wie die Feuerwehr versagte. In: Die Tageszeitung: taz. 30. Oktober 2019, ISSN 0931-9085 (Online [abgerufen am 27. November 2019]).
116. ↑  Tom Symonds: Grenfell's 'path to disaster' that led to 72 deaths. BBC News, 4. September 2024 (aufgerufen am 4. September 2024).
117. ↑  Eine Katastrophe, die nie hätte passieren dürfen auf sueddeutsche.de
118. ↑  Grenfell Tower Investigation and Review Team. In: London Fire Brigade. London Fire Commissioner, 1. November 2019, archiviert vom Original (nicht mehr online verfügbar) am 2. April 2020; abgerufen am 10. Mai 2020 (englisch).
119. ↑  Lucy Pasha-Robinson: London Fire Brigade 'buying aerial ladders that could have reached block's upper floors'. In: The Independent. Abgerufen am 19. März 2019 (englisch).
120. ↑  Launch of Fundraising Appeal for London Fire Brigade aerial appliances. London Freemasonry, 2. November 2017, abgerufen am 29. Juni 2025 (englisch).
121. ↑  Anna Tims: Grenfell effect made our flats’ insurance premium ruinous. In: theguardian.com. 16. Dezember 2020, abgerufen am 16. Dezember 2020 (englisch).
122. 1 2  Cladding fire risk ignored by officials. The Australian, 4. Juni 2015, abgerufen am 15. Juni 2017.
123. 1 2  Lei Peng, Zhaopeng Ni, Xin Huang: Review on the Fire Safety of Exterior Wall Claddings in High-rise Buildings in China. In: Procedia Engineering (= 9th Asia-Oceania Symposium on Fire Science and Technology). Band 62, 1. Januar 2013, S. 663–670, doi:10.1016/j.proeng.2013.08.112 (Online [abgerufen am 15. Juni 2017]).
124. ↑  London Fire: Melbourne skyscraper fire, caused by shoddy cladding, may have been a warning for London. news.com.au, 15. Juni 2017, abgerufen am 15. Juni 2017.
125. ↑  Fire Risks From External Cladding Panels – A Perspective From The UK. Probyn Miers, 2016, abgerufen am 15. Juni 2017.
126. ↑  Alubond stops making plastic-filled cladding used in The Address Downtown Dubai. The National, 13. Juni 2016, abgerufen am 15. Juni 2017.
127. ↑  New fire code requires builders to reduce cladding flammability in UAE buildings. The National, 23. Januar 2017, abgerufen am 15. Juni 2017.